# Arahnijoides
Arahnijoides (lat. Arachniodes), rod paprati, trajnica iz porodice papratki (Dryopteridaceae), red Polypodiales, raširen uglavnom u Kini i istočnoj Aziji, i 4 do 5 vrsta u Novom svijetu.
Na popisu su 73 vrste i 15 hibrida

## Vrste
1. Arachniodes ailaoshanensis Ching
2. Arachniodes amabilis (Blume) Tindale
3. Arachniodes amoena (Ching) Ching
4. Arachniodes aristata (G. Forst.) Tindale
5. Arachniodes assamica (Kuhn) Ohwi
6. Arachniodes bella (C. Chr.) Ching
7. Arachniodes blinii (H. Lév.) Nakaike
8. Arachniodes carvifolia (Kunze) Ching
9. Arachniodes cavaleriei (Christ) Ohwi
10. Arachniodes chinensis (Rosenst.) Ching
11. Arachniodes coniifolia (T. Moore) Ching
12. Arachniodes cornucervi (D. Don) Fraser-Jenk.
13. Arachniodes daklakensis Li Bing Zhang, N. T. Lu & X. M. Zhou
14. Arachniodes davalliaeformis (Christ) Nakaike
15. Arachniodes denticulata (Sw.) Ching
16. Arachniodes fengii Ching
17. Arachniodes festina (Hance) Ching
18. Arachniodes formosa (Fée) Ching
19. Arachniodes formosissima (Goldm.) Nakaike
20. Arachniodes gigantea Ching
21. Arachniodes globisora (Hayata) Ching
22. Arachniodes grossa (Tardieu & C. Chr.) Ching
23. Arachniodes hainanensis (Ching) Ching
24. Arachniodes haniffii (Holttum) Ching
25. Arachniodes hehaii Li Bing Zhang, N. T. Lu & X. F. Gao
26. Arachniodes hekiana Kurata
27. Arachniodes henryi (Christ) Ching
28. Arachniodes hiugana Sa. Kurata
29. Arachniodes hunanensis Ching
30. Arachniodes insularis W. H. Wagner
31. Arachniodes japonica (Kurata) Nakaike
32. Arachniodes jinpingensis Y. T. Hsieh
33. Arachniodes leucostegioides (C. Chr.) Ching
34. Arachniodes libingii Liang Zhang, N. T. Lu & T. T. Nguyen
35. Arachniodes longicaudata Li Bing Zhang, N. T. Lu & Liang Zhang
36. Arachniodes longipinna Ching
37. Arachniodes microlepioides (C. Chr.) comb. ined.
38. Arachniodes miqueliana (Maxim. ex Franch. & Sav.) Ohwi
39. Arachniodes miyakei (H. Itô) Shimura ex Nakaike
40. Arachniodes mutica (Franch. & Sav.) Ohwi
41. Arachniodes neopodophylla (Ching) Nakaike
42. Arachniodes nigrospinosa (Ching) Ching
43. Arachniodes nipponica (Rosenst.) Ohwi
44. Arachniodes oosorae H. Itô
45. Arachniodes palmipes (Kunze) Fraser-Jenk.
46. Arachniodes pseudoaristata (Tagawa) Ohwi
47. Arachniodes pseudoassamica Ching
48. Arachniodes pseudorepens Nakaike
49. Arachniodes puncticulata (Alderw.) Ching
50. Arachniodes quadripinnata (Hayata) Seriz.
51. Arachniodes quangnamensis Li Bing Zhang, N. T. Lu & Liang Zhang
52. Arachniodes repens Kurata
53. Arachniodes rhomboidea (Schott) Ching
54. Arachniodes rigidissima (Hook.) Ching
55. Arachniodes sarasiniorum (Christ) Nakaike
56. Arachniodes simplicior (Makino) Ohwi
57. Arachniodes simulans (Ching) Ching
58. Arachniodes sinomiqueliana (Ching) Ohwi
59. Arachniodes sinorhomboidea Ching
60. Arachniodes sledgei Fraser-Jenk.
61. Arachniodes spectabilis (Ching) Ching
62. Arachniodes squamulosa R. C. Moran & B. Øllg.
63. Arachniodes standishii (T. Moore) Ohwi
64. Arachniodes subamabilis Kurata
65. Arachniodes superba Fraser-Jenk.
66. Arachniodes tomitae Sa. Kurata
67. Arachniodes tonkinensis (Ching) Ching
68. Arachniodes tripinnata (Goldm.) Sledge
69. Arachniodes tsiangiana (Ching) Nakaike
70. Arachniodes vietnamensis Liang Zhang, N. T. Lu & T. T. Nguyen
71. Arachniodes webbiana (A. Braun) Schelpe
72. Arachniodes wulingshanensis S. F. Wu
73. Arachniodes ziyunshanensis Y. T. Xie
74. Arachniodes × azuminoensis Fujiw., Y. Matsuda, Yu. Abe & Otsuka
75. Arachniodes × chibaensis Yashiro
76. Arachniodes × clivorum Kurata
77. Arachniodes × ikeminensis Seriz.
78. Arachniodes × kenzo-satakei (Kurata) Kurata
79. Arachniodes × kurosawae Shimura & Kurata
80. Arachniodes × masakii Kurata
81. Arachniodes × minamitanii Sa. Kurata
82. Arachniodes × mirabilis Sa. Kurata
83. Arachniodes × mitsuyoshiana Sa. Kurata
84. Arachniodes × pseudohekiana Kurata
85. Arachniodes × respiciens Sa. Kurata
86. Arachniodes × sahashii Fraser-Jenk. & Kandel
87. Arachniodes × sasamotoi Kurata
88. Arachniodes × takayamensis Seriz.

## Vanjske poveznice
|  | Zajednički poslužitelj ima još gradiva o temi Arachniodes |
|  | Wikivrste imaju podatke o taksonu Arachniodes             |